# GaiaShopping
Gaia Shopping est un centre commercial qui se situe à Vila Nova de Gaia dans la banlieue sud de la ville de Porto.
Il a été inauguré en Octobre 1995, il possède 165 boutiques, 9 salles de cinémas et une trentaine de restaurants telles que Pizza Hut et Mc Donald's pour une surface totale de 60 000 m².